# Предсказање 4: Буђење
Предсказање 4: Буђење (енгл. Omen IV: The Awakening) је канадски натприродни хорор филм из 1991. године, редитеља Хорхеа Монтесија и Доминика Отенин-Жирара, са Феј Грант, Мајклом Вудом, Ејжом Вијеиром и Мајклом Лернером у главним улогама. Представља трећи и последњи наставак серијала Предсказање, чија прича нема много повезаности са претходним деловима. Радња прати брачни пар Јорк, који усваја девојчицу по имену Делија, не знајући да је она биолошка ћерка Демијана Торна, Антихриста из претходна три филма.
Продукцијска кућа Твентит сенчури фокс планирала је да Предсказање 4 буде први од бројних телевизијских наставака популарних хорор серијала, али се због великог неуспеха овог филма остали наставци нису ни снимили. Филм је сниман у Ванкуверу. Музику је компоновао Џонатан Шефер, који је у појединим деловима користио измењену тему Ave Satani, за коју је Џери Голдсмит добио Оскара у првом делу. Иако је направљено као телевизијски филм, Предсказање 4 је у појединим земљама, као што су Аустралија и Уједињено Краљевство, приказано и у биоскопима.
Филм је добио веома негативне критике.

## Радња
Конгресмен Вирџиније Џин Јорк и његова супруга Карен одлучују да, након неколико неуспешних покушаја вантелесне оплодње, усвоје бебу из сиротишта које воде часне сестре. Девојчици дају име Делија.
Осим изненадне смрти свештеника који је покушао да је крсти, са Делијом је у почетку све изгледало нормално. Међутим, седам година касније, девојчица почиње да показује насилничко понашање према својим вршњацима у школи. Када људи блиски породици Јорк почну изненада да умиру под неразјашњеним околностима, забринута Карен унајмљује детектива Ерла Најта да истражи ко су Делијини прави родитељи. Он долази до шокантног сазнања да је Делијин биолошки отац Демијан Торн, Антихрист који је уништен на крају претходног дела.

## Улоге
| Глумац          | Улога                  |
| --------------- | ---------------------- |
| Феј Грант       | Карен Јорк             |
| Мајкл Вудс      | Џин Јорк               |
| Ејжа Вијеира    | Делија Јорк            |
| Мајкл Лернер    | детектив Ерл Најт      |
| Медисон Мејсон  | др Луис Хастингс       |
| Ен Херн         | Џозефина „Џо” Туесон   |
| Џим Бирнс       | Ноа                    |
| Дон С. Дејвис   | Џејк Медисон           |
| Меган Лич       | сестра Ивон / Фелисити |
| Џој Когил       | сестра Франческа       |
| Сидни Макферсон | Александер Јорк        |
| Дејвид Камерон  | отац Хејз              |
| Данкан Фрејзер  | отац Џејмс Матсон      |
| Сузан Чапл      | игуманија              |
| Андреа Ман      | Лиса Розели            |
| Џејмс Шери      | Џером                  |
| Микал Дуги      | Елса Норис             |